# Prêmio Yamato de Melhor Canção ou Trilha Adaptada
O Prêmio Yamato de Melhor Canção ou Trilha Adaptada, também chamado de Prêmio Yamato de Melhor Trilha Sonora ou Canção Adaptada para o Português, ou ainda Prêmio Yamato de Melhor Trilha-Sonora Adaptada é uma das 17 categorias do Prêmio Yamato, que é considerado o Oscar da Dublagem Brasileira.
Este prêmio só não esteve presente na 1a edição.

## Lista de Vencedores
| Ano  | Vencedor                                  | Estúdio        | Tradutor/Intérprete |
| ---- | ----------------------------------------- | -------------- | ------------------- |
| 2004 | Corrector Yui                             | Cinevídeo      | Dilma Machado       |
| 2005 | Pokémon                                   | Parisi Vídeo   | Fernando Janson     |
| 2006 | Pokémon Advanced                          | Centauro       | Fernando Janson     |
| 2007 | Deu a Louca na Chapeuzinho                | Estúdio Delart |                     |
| 2008 | Cavaleiros do Zodíaco - Arbertura Inferno | Dubrasil       | Ricardo Cruz        |
| 2009 | Madagascar 2 - "Eu me remexo muito"       |                |                     |
| 2010 | A Princesa e o Sapo                       |                | Félix Ferrá         |
| 2011 | Os Imaginadores                           |                | Wendel Bezerra      |